# 岸和田服務區
岸和田SA（平假名：きしわだサービスエリア）位於大阪府岸和田市的阪和自動車道之服務區。

## 連接道路
- 阪和自動車道

## 歷史
- 1990年3月29日 - 阪和自動車道岸和田和泉IC至阪南IC之間開通，此服務區也同時啟用。

## 服務區設施
- 上行線（堺、大阪、奈良方向）
  - 停車場
    - 小型車：131台
    - 大型車：41台

  - 廁所
    - 男士 大型4（和式2、西式2）、小型12
    - 女士 29（和式21、西式8）
    - 輪椅人士專用 1

  - 油站（新日石，24小時）
  - 餐廳（7:00-21:00）
  - 小食販賣（24小時）
  - 商店（24小時）
  - 自動售賣機
  - 手提電話充電站（24小時）
  - 傳真服務（平日：9:00-18:00，假日：9:00-19:00）
  - 郵局
  - 公路資訊
- 下行線（關西機場、和歌山、御坊、南紀田邊、白濱方向）
  - 停車場
    - 小型車：131台
    - 大型車：41台

  - 廁所
    - 男士 大型4（和式2、西式2）、小型12
    - 女士 28（和式19、西式9）
    - 輪椅人士專用 1

  - 油站（出光興業，24小時）
  - 餐廳（7:00-21:00）
  - 小食販賣（24小時）
  - 商店（24小時）
  - 自動售賣機
  - 手提電話充電站（24小時）
  - 傳真服務（平日：8:00-17:00，假日：7:00-17:00）
  - 阪神虎迷你店（平日：8:00-17:00，假日：7:00-17:00）
  - 郵局

## 鄰近設施
阪和自動車道
(16)岸和田和泉IC - 岸和田TB - 岸和田SA - (17)貝塚IC

## 相關項目
- 日本服務區與休息區一覽

## 外部連結
- 西日本高速道路株式會社 （页面存档备份，存于）(日文)
  - W-NEXCO服務區‧休息區資訊(日文)